# КМГУ
КМГУ (контейнер малогабаритных грузов универсальный) — Предназначен для транспортировки и сброса БКФ (блоков контейнерных фронтовых) с суббоеприпасами. Сам же КМГУ во время боевого применения находится на узле подвески вооружения самолёта и не сбрасывается (хотя в аварийной ситуации может быть принудительно сброшен). Конструктивно КМГУ представляет собой обтекаемый корпус с управляемыми створками, отсеками для подвески БКФ и автоматикой позволяющий регулировать интервал сброса блоков.

## Характеристики
Масса, кг:
- пустого контейнера - 170
- снаряженного контейнера - 525
- снаряжения - 270

Габаритные размеры, мм:
- длина контейнера - 3700
- ширина контейнера - 460
- высота контейнера - 545

Условия применения:
- высота сброса бомб, км - 0,03-1
- скорость сброса, км/ч - 500 - 1100[1]